# クロツグミ
クロツグミ（黒鶫、学名：Turdus cardis）は、スズメ目ツグミ科に分類される鳥類の一種である。

## 分布
夏に主に日本の本州中部以北や中国の長江中流域などで繁殖し、冬には中国南部まで渡って越冬する。西日本では越冬する個体もいる。

## 形態
体長は22cmほどでツグミよりすこし小さい。日本で記録されたツグミ属の中では、最も小さい種類の一つである。
オスは全身が黒く、腹側は白地に黒の斑点が目立つ。クチバシとアイリング（目のまわり）は黄色。
メスは全身が褐色で、胸から脇腹にかけてが白地に黒の斑点があり、腹は白。
オスメスともヨーロッパに生息するクロウタドリに少し似るが、クロウタドリは全身の羽毛が一様に黒か褐色である点等で大いに異なる。更に、クロウタドリは日本では通常渡来しない迷鳥である。

## 生態
主に山地や丘陵地の森林に生息し、繁殖するが、平野にある森林にも生息する。繁殖期は番いで生活し、縄張りを持つ。渡りの時期には小さな群れを作り、市街地の公園で観察されることもある。
食性は主に動物食で、林の地面をはね歩きながら、昆虫やミミズなどを捕食する。
繁殖については、木の枝の上に、コケ類や枯れ枝、土を使って椀状の巣を作り、5-7月に3-4卵を産む。抱卵日数は12-13日、14日程で雛は巣立つ。雛の世話はオスとメスが共同で行う。
オスは繁殖期には大きい声で独特の囀りを行う。さえずりは複雑で、さまざまな鳥の声を自分の歌に取り入れることもよくする。日本の夏鳥で最も魅力的なさえずりを聴かせる鳥のひとつといえる。地鳴きは「キョキョキョ」など。
毎年同じ場所で繁殖しないようである。詳細は不明だが、ピンポイント（概ね10ha）のエリアに毎年飛来して、繁殖することは少ない可能性が高い。

## 画像

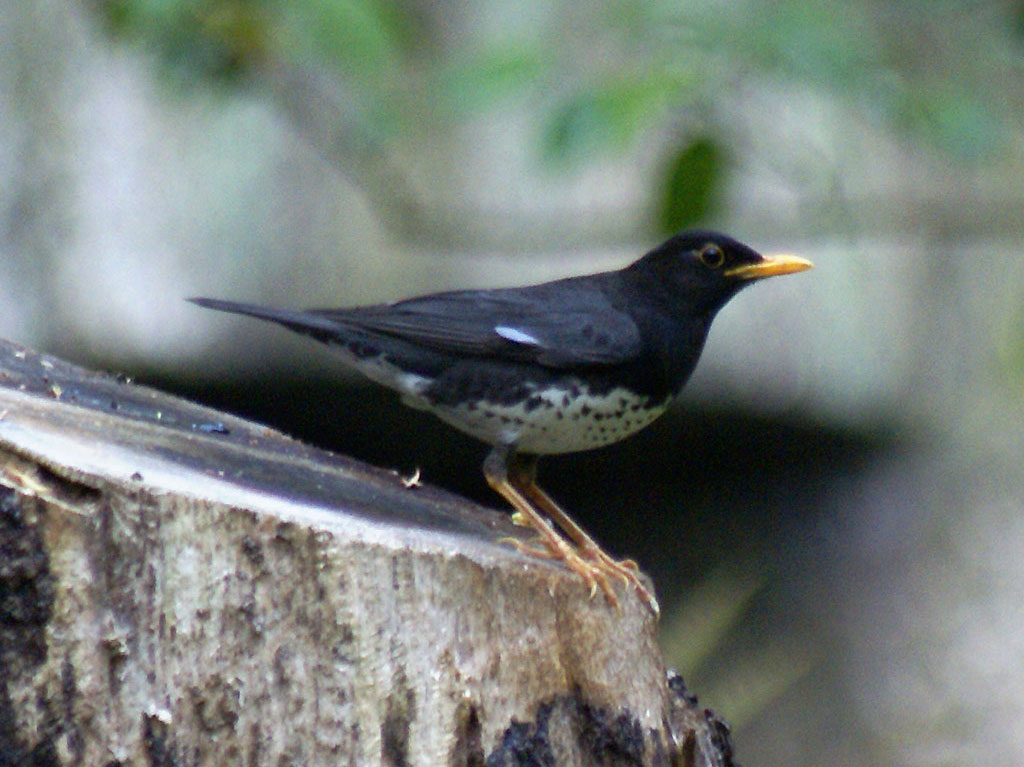
オス
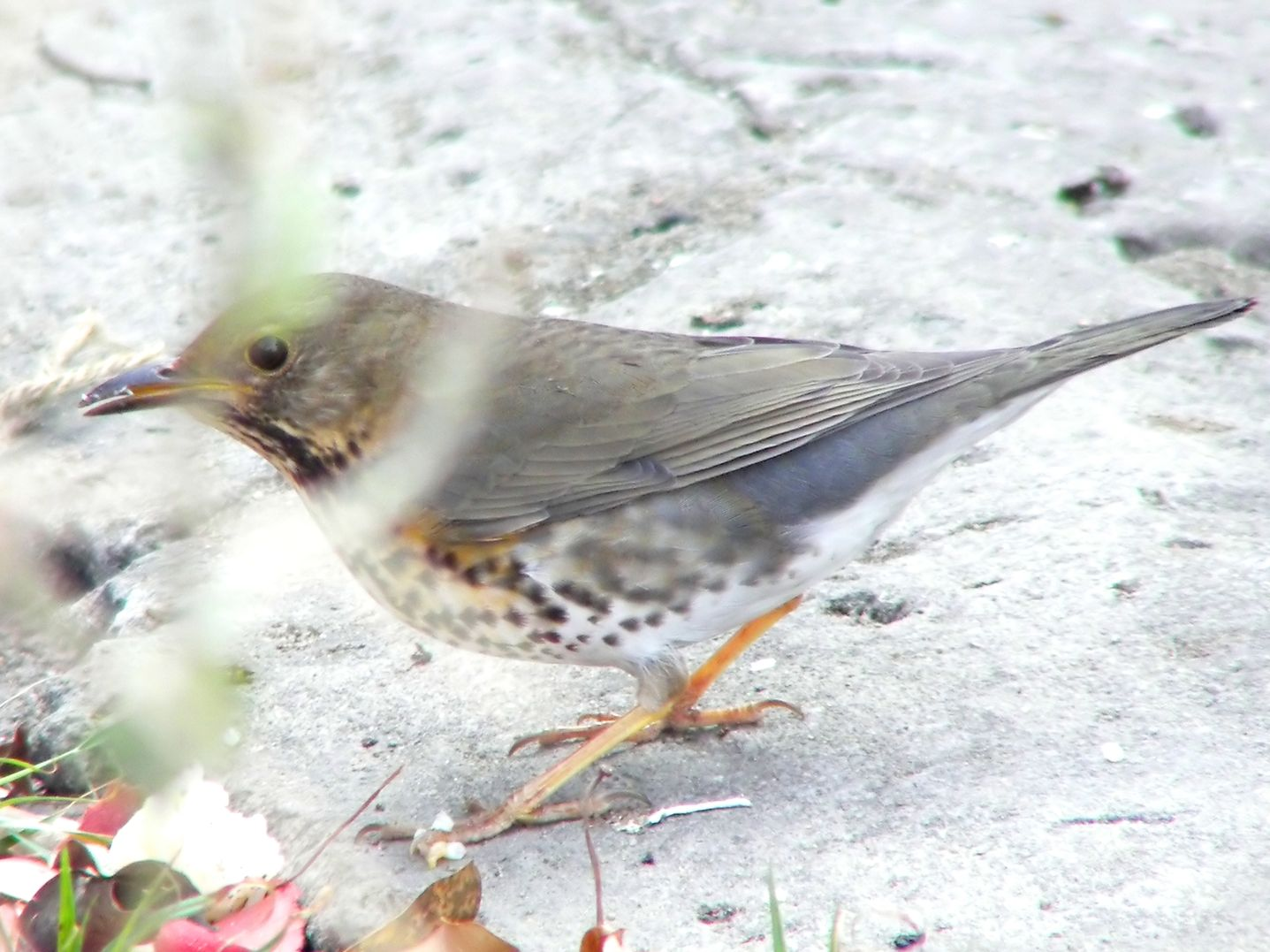
メス